# Municipio de Prussia
El municipio de Prussia (en inglés: Prussia Township) es un municipio ubicado en el condado de Adair en el estado estadounidense de Iowa. En el año 2000 el municipio tenía una población de 212 habitantes y una densidad poblacional de 2,3 personas por km².

## Geografía
El municipio de Prussia se encuentra ubicado en las coordenadas 41°22′32″N 94°31′41″O / 41.37556, -94.52806..